# Таплоу (станція)
51°31′26″ пн. ш. 0°40′52″ зх. д. / 51.524° пн. ш. 0.681° зх. д.
Таплоу (англ. Taplow) — залізнична станція у Таплоу, Бакінгемшир, Англія. Розташована за 36.2 км від Лондон-Паддінгтон, між Мейденгед та Бернем. Станція обслуговує потяги Great Western Railway та Crossrail. Пасажирообіг на 2017/18 — 0.281 млн. осіб.
1 вересня 1872 — відкриття станції у складі Great Western Railway

## Послуги
| Попередня станція | Лінія | Лінія                                         | Лінія | Наступна станція |
| ----------------- | ----- | --------------------------------------------- | ----- | ---------------- |
| Мейденгед         |       | Great Western Railway Great Western Main Line |       | Бернем           |
| Мейденгед         |       | Crossrail Elizabeth line                      |       | Бернем           |